# Lacci
Lacci (em inglês:  The Ties; Brasil: Laços / Portugal: Laços de Família) é um filme de drama romântico italiano de 2020 dirigido por Daniele Luchetti, baseado no romance homônimo de 2014 de Domenico Starnone. É estrelado por Alba Rohrwacher, Luigi Lo Cascio, Laura Morante, Silvio Orlando, Giovanna Mezzogiorno, Adriano Giannini, Linda Caridi e Francesca De Sapio.
Foi selecionado como filme de abertura do 77º Festival Internacional de Cinema de Veneza, o primeiro filme italiano a abrir o festival desde Baarìa (2009).

## Sinopse
No início da década de 1980, em Nápoles, o casamento de um casal apaixonado é ameaçado por um possível caso entre o marido e uma mulher mais jovem.

## Elenco
- Alba Rohrwacher [it] como Vanda
- Luigi Lo Cascio [it] como Aldo
- Laura Morante
- Silvio Orlando [it]
- Giovanna Mezzogiorno
- Adriano Giannini [it]
- Linda Caridi [it]
- Francesca De Sapio [it]
- Vito Vinci
- Simona Tabasco [it]
- Antonella Monetti [it]
- Joshua Francesco
- Luis Cerciello
- Giulia De Luca
- Giovannino Esposito
- Sveva Esposito

## Lançamento
O filme teve sua estreia mundial em 2 de setembro de 2020, no 77º Festival Internacional de Cinema de Veneza, fora da competição. O filme foi lançado na Itália em 1 de outubro de 2020 pela 01 Distribution.